# 胡笳汉月
《胡笳汉月》是一部以北魏时期为背景的传奇历史正剧，投资约3000万元，其主创人员来自《昭君出塞》剧组。该剧围绕冯太后的一生展开情节，突出描述了孝文帝改革这一历史事件。本剧于2006年拍摄完成，后被中央电视台买下播放权，但一直未在荧幕上播放，据传是因为民族题材缘故未过审查，2010年该剧经过删减，从40集的剧集改编成6部电视电影在CCTV-6播出，剧名也更改为《北魏传奇》。

## 主要演员
- 宁　静 饰 冯太后
- 唐国强 饰 拓跋焘
- 夏　雨 饰 拓跋弘
- 罗嘉良 饰 李　彪
- 王泊文 饰 拓跋宏
- 左小青 饰 花木兰
- 常　铖 饰 李　弈
- 郭冬临 饰 宗　爱
- 茹　萍 饰 馮昭儀
- 高　奕 饰 李贵人
- 白庆琳 饰 冯妙莲/林贵人

## 北魏传奇
《北魏传奇》是由40集电视剧《胡笳汉月》删减而成的电视电影，共6部。

### 内容
- 北魏传奇之悲情英雄
- 北魏传奇之风雨飘落都是爱
- 北魏传奇之百草情恨
- 北魏传奇之爱归五胡沧海情
- 北魏传奇之情缘
- 北魏传奇之宏图恨